# Národní a univerzitní knihovna v Záhřebu
Národní a univerzitní knihovna v Záhřebu (NSK) je národní knihovna Republiky Chorvatsko a zároveň knihovna Univerzity v Záhřebu. Jejím správcem je chorvatský stát. Instituce má sloužit jako centrum kultury, věd a vzdělání.

## Historie
Roku 1607 zde založil jezuitský řád svou knihovnu, která sloužila rovněž jezuitskému filosofickému gymnáziu. Roku 1669 získává akademické výsady a název Academia Zagrabiensis.
Roku 1816 je datována bezplatná meziknihovní výpůjční služba s univerzitou v Pešti a od roku 1837 z celého Chorvatska a Slavonie.
Se založením Univerzity Františka Josefa I. získává knihovna název univerzitní.
Roku 1892 byla za 12 000 foritnů zakoupena a přesunuta sbírka knih bána Nikoly Zrinského ze 17. století (Bibliotheca Zriniana).
Roku 1913 při stěhování čítá fond knihovny 2 500 000 svazků.
28. května 1995 byla knihovna znovuobnovena u příležitosti státního svátku Chorvatské republiky.
Roku 2019 započala rekonstrukce knihovny.

## Služby
- půjčování knih
- informační služby - poptávka knihovnické služby, bibliograficko-referenční a katalogové služby, tematické rešerše, vědecké indexování a citační služby
- meziknihovní výpůjčka
- národní bibliografická databáze
- služby informačních technologií - reprografické služby, mikrofilmování, digitalizace a pronájem výpočetní techniky
- výstavy
- školení uživatelů
- pronájem prostor

## Knihovna v číslech

### Fond
Celkový fond knihovny čítá 3,5 milionu knihovních jednotek.
K roku 2018:
- 14 192 chorvatských monografií
- 37 657 kusů tuzemských sériových publikací
- 733 jednotek speciálního knižního materiálu
- 963 jednotek neknihovního materiálu
- 1715 jednotek hudebního materiálu
- 550 jednotek elektronického materiálu.

### Prostor pro uživatele
- 1100 míst, 64 míst v čítárnách, 8 míst pro poslech audiodokumentů, 7 studoven a 2 studovny pro skupinovou práci
- 10 oddělení pro odbornou studentskou práci
- 100 míst ve dvoraně
- 150 mmíst pro noční provoz od 21 do 24 hodin

Je spočítáno 10 548 uživatelů ročně.

## Úkoly knihovny
- vybudování a organizace fondu chorvatské národní knihovny a harmonizace akvizice zahraniční vědecké literatury na národní úrovni a na úrovni univerzity v Záhřebu,
- konzervace a restaurování budovy knihovny v rámci mezinárodního programu Preservation and Conservation (PAC),
- propagace chorvatských tištěných a elektronických publikací,
- bibliografická a informační činnost v rámci mezinárodních programů,
- výstavba a organizace knihovny jako centra knihovního systému Chorvatské republiky a univerzity v Záhřebu,
- vědecký výzkum v oboru knihovnictví a informační vědy,
- vydavatelská, výstavní a propagační činnost.

## Sbírky
- sbírka rukopisů a prvotisků
- grafická sbírka
- sbírka map a atlasů
- sbírka nahrávek

Digitální sbírky
- Digitální sbírky Národní knihovny[2]
- Staré chorvatske noviny[3]
- Staré chorvatské časopisy[4]
- Chorvatský archiv webu[5]
- Národní repozitář disertací[6]
- Národní repozitář diplomových a doktorských prací[7]
- Virtuální zdroje Národní knihovny[8]
- Ohlasy minulosti[9]

Sbírky v čítárnách
- Referentní sbírka[10]
- Sbírka pro knihaře[11]
- Sbírka zahraničních kroatik[12]
- Sbírka knihovních materiálů o občanské válce na Balkáně[13]
- Sbírka oficiálních publikací[14]